# Saint-Eusèbe (Québec)
Pour les articles homonymes, voir Saint-Eusèbe.
Saint-Eusèbe est une municipalité de paroisse dans la municipalité régionale de comté du Témiscouata  au Québec (Canada), située dans la région administrative du  Bas-Saint-Laurent.

## Histoire

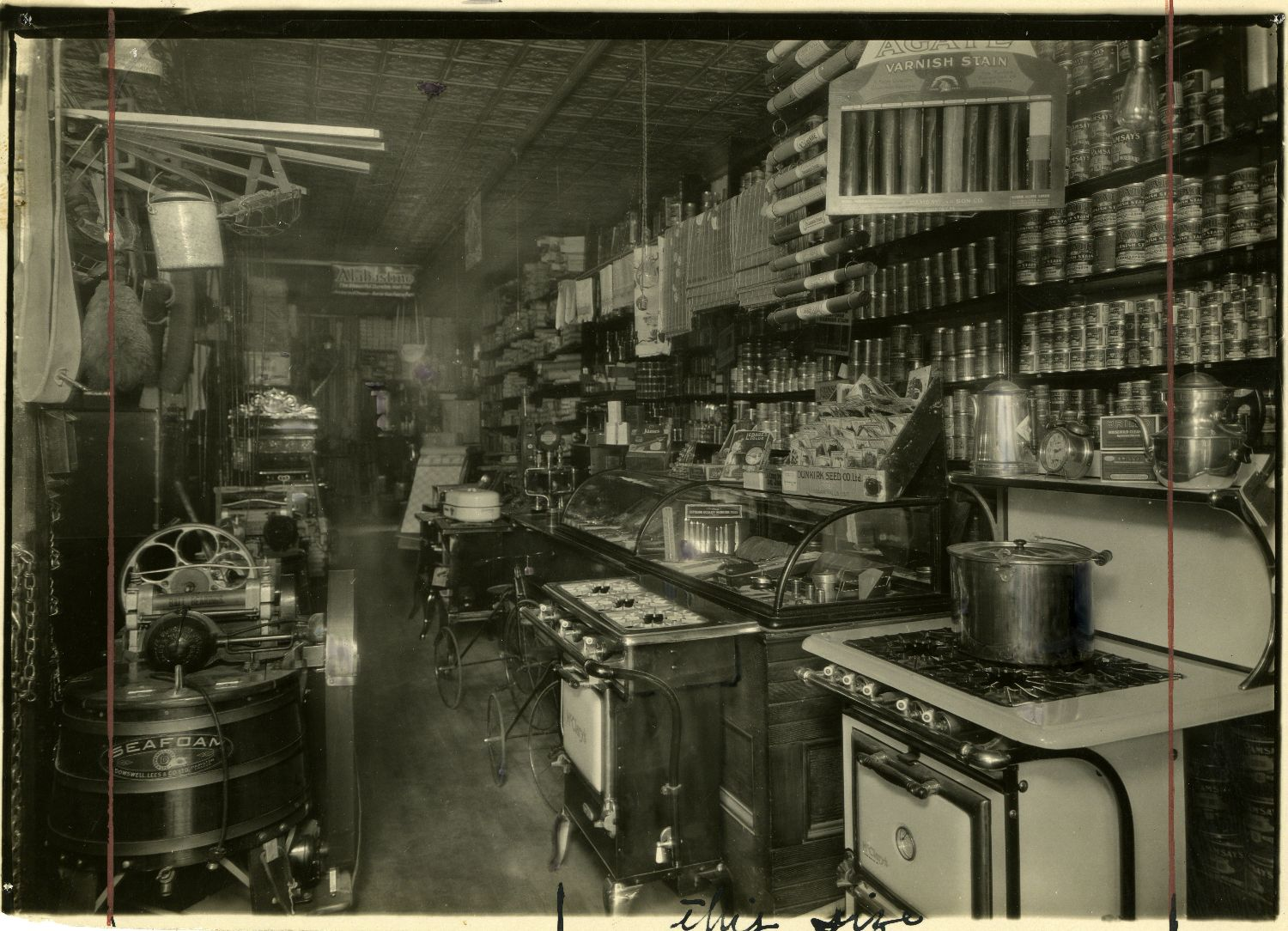
Quincaillerie J. A. Latulippe à Saint-Eusèbe en 1910.

Le site naturel élevé du village et la beauté du paysage environnant ont valu à l'endroit le titre de Joyau des Appalaches. Le territoire de la municipalité est occupé depuis 1880 avec l'arrivée du premier colon, Eusèbe Sénéchal, dont le prénom a été retenu pour identifier aussi bien la paroisse érigée canoniquement en 1906 et civilement en 1917 – que la municipalité de paroisse créée officiellement en 1911. 
La forêt assure, de nos jours, aux Eusèbiens, la survie économique grâce à une industrie de fabrication de bardeaux de cèdre.
Saint-Eusèbe est l'une des localités organisatrices du Ve Congrès mondial acadien en 2014.

## Géographie
La rivière Cabano traverse le nord de la municipalité du sud-ouest vers le nord-est.

## Démographie
| 1996 | 2001 | 2006 | 2011 | 2016 | 2021 |
| ---- | ---- | ---- | ---- | ---- | ---- |
| 662  | 636  | 620  | 614  | 593  | 587  |

## Administration
Les élections municipales se font en bloc pour le maire et les six conseillers.
| Saint-Eusèbe Maires depuis 2001                                                                                      |                  |         |          |
| Élection | Maire            | Qualité | Résultat |
| 2001 | Gaston Chouinard |         | Voir     |
| 2005 | Gaston Chouinard | Voir    |          |
| 2009 | Gaston Chouinard | Voir    |          |
| 2013 | Gaston Chouinard | Voir    |          |
| 2017 | Gaston Chouinard | Voir    |          |
| 2021 | Gaston Chouinard | Voir    |          |
| Élection partielle en italique Depuis 2005, les élections sont simultanées dans toutes les municipalités québécoises |                  |         |          |